# Alfredo Panzini
Alfredo Panzini (ur. 31 grudnia 1863 w Senigalli, zm. 10 kwietnia 1939 w Rzymie) – włoski pisarz.

## Życiorys
W 1929 został członkiem Akademii Włoskiej. Był znawcą kultury starożytnej, w swojej twórczości dał się poznać jako świetny stylista, harmonijnie łączący fantazję i realizm. Pisał nowele, powiastki filozoficzne (m.in. Ksantypa, wł. Santippe 1913, wyd. pol. 1939, Książnica-Atlas), powieści (m.in. Il padrone sono me 1922, z akcentami ostrej ironii), reportaże z podróży (m.in. Latarka Diogenesa, wł. La lanterna di Diogene 1907, wyd. pol. 1939, Książnica-Atlas), a także prace historyczne i krytyczne oraz utwory dla dzieci.

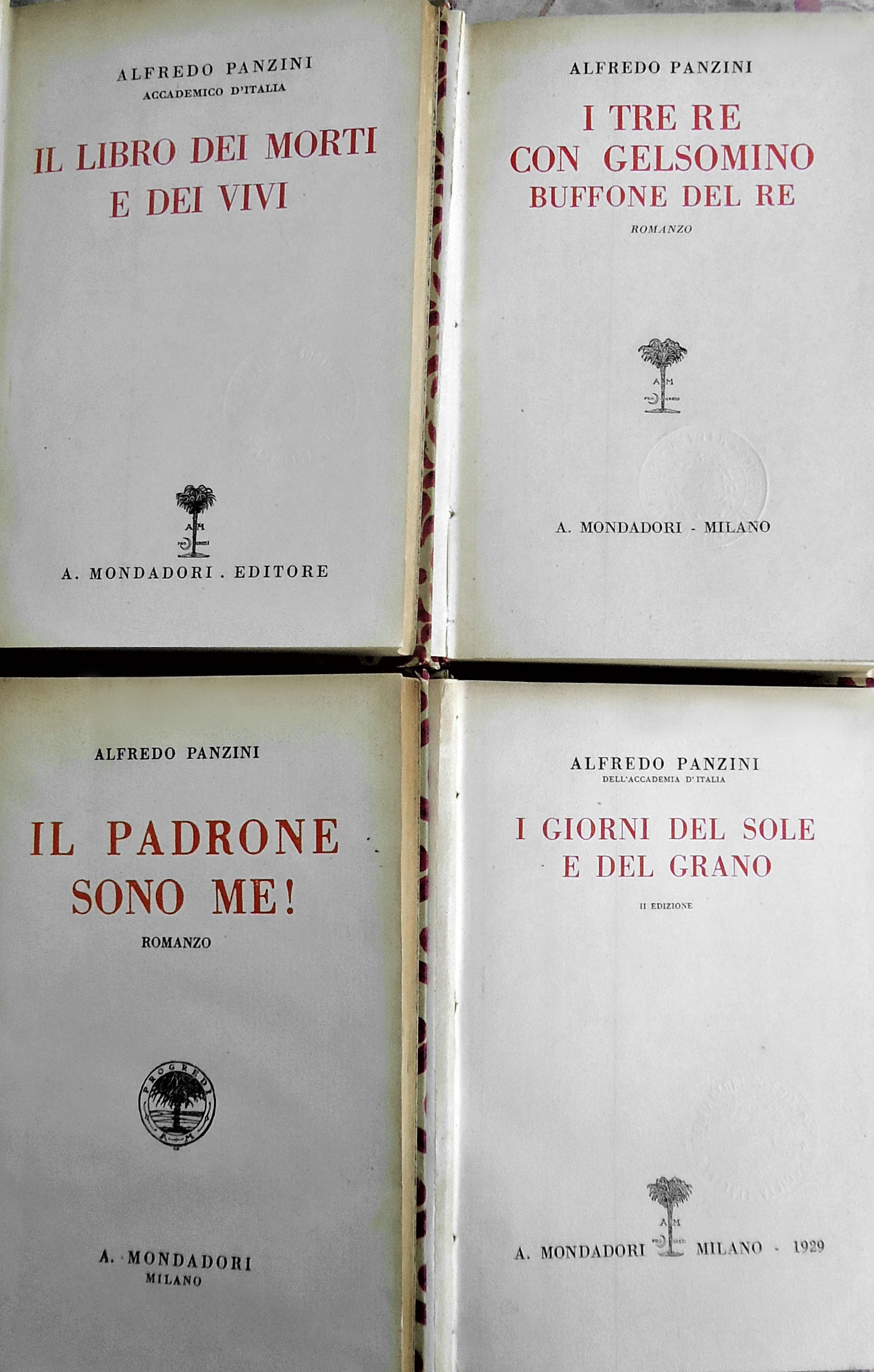
Alfredo Panzini, cztery powieści